# Llista de diputats al Parlament Europeu en representació de Letònia (VIII Legislatura)
Aquesta és una llista dels diputats en representació de Letònia durant la VIII Legislatura del Parlament Europeu (2014–19).

## Llista
| Nom              | Partit nacional     | Grup del PE | Punts   |
| ---------------- | ------------------- | ----------- | ------- |
| Sandra Kalniete  | Unitat              | PPE         | 277 124 |
| Artis Pabriks    | Unitat              | PPE         | 261 163 |
| Krišjānis Kariņš | Unitat              | PPE         | 228 998 |
| Inese Vaidere    | Unitat              | PPE         | 223 477 |
| Roberts Zīle     | Aliança Nacional    | CRE         | 99 937  |
| Andrejs Mamikins | «Harmonia»          | S&D         | 84 953  |
| Iveta Grigule    | Verds i Agricultors | EFDD        | 46 939  |
| Tatjana Ždanoka  | Unió russa          | V-ALE       | 51 742  |